# 三ツ藤
三ツ藤（みつふじ）は、東京都武蔵村山市の地名。現行行政地名は三ツ藤一丁目から三ツ藤三丁目。郵便番号は208-0021。

## 地理
武蔵村山市の中西部に位置する。北は三ツ木、本町、東は榎、南は伊奈平、残堀、西は中原と隣接している。地域東部に1960年代に住宅供給公社によって建設・分譲された「三ツ藤住宅」があり、全体的に住宅の多い地域である。

### 地価
住宅地の地価は、2015年（平成27年）1月1日の公示地価によれば、三ツ藤2丁目43番12の地点で12万9000円/m2となっている。

## 歴史
三ツ藤地区が誕生した当時は二丁目までしか存在せず、1990年代の地番整理によって三丁目が三ツ木地区から編入された。

### 地名の由来
1960年代に開発された宅地が三ツ木地区と中藤地区に跨ることから、両地区の名前から「三ツ藤」と命名されたことによる。

## 世帯数と人口
2018年（平成30年）1月1日現在の世帯数と人口は以下の通りである。
| 大字・丁目   | 世帯数    | 人口    |
| ------------ | --------- | ------- |
| 三ツ藤一丁目 | 1,109世帯 | 2,665人 |
| 三ツ藤二丁目 | 364世帯   | 791人   |
| 三ツ藤三丁目 | 546世帯   | 1,437人 |
| 計           | 2,019世帯 | 4,893人 |

## 小・中学校の学区
市立小・中学校に通う場合、学区は以下の通りとなる
| 大字・丁目   | 番地                | 小学校                 | 中学校                 |
| ------------ | ------------------- | ---------------------- | ---------------------- |
| 三ツ藤一丁目 | 全域                | 武蔵村山市立第八小学校 | 武蔵村山市立第一中学校 |
| 三ツ藤二丁目 | 全域                | 武蔵村山市立第八小学校 | 武蔵村山市立第一中学校 |
| 三ツ藤三丁目 | 1〜5番地 37〜57番地 | 武蔵村山市立第八小学校 | 武蔵村山市立第五中学校 |
| 三ツ藤三丁目 | その他              | 武蔵村山市立第十小学校 | 武蔵村山市立第五中学校 |

## 交通
道路
- 東京都道5号新宿青梅線（新青梅街道）
- 東京都道59号八王子武蔵村山線
- 東京都道162号三ツ木八王子線（残堀街道）

## 施設
- 武蔵村山市立第八小学校
- 聖光三ツ藤保育園
- 武蔵村山三ツ藤郵便局
- ヤマダデンキYAMADA web.com 武蔵村山店
- サンドラッグ武蔵村山三ツ木店